# ژلجب
ژلجب (به لاتین: Žljeb) یک کوه در مونته‌نگرو است. ژلجب ۲٬۳۸۲ متر بالاتر از سطح دریا واقع شده‌است.